# قناری گوگردی
قناری گوگردی یا قناری قلدر (نام علمی: Crithagra sulphurata) پرنده گنجشک‌سانی کوچک از تیرهٔ سهرگان و یک زادآور ساکن در مرکز و جنوب آفریقا است.

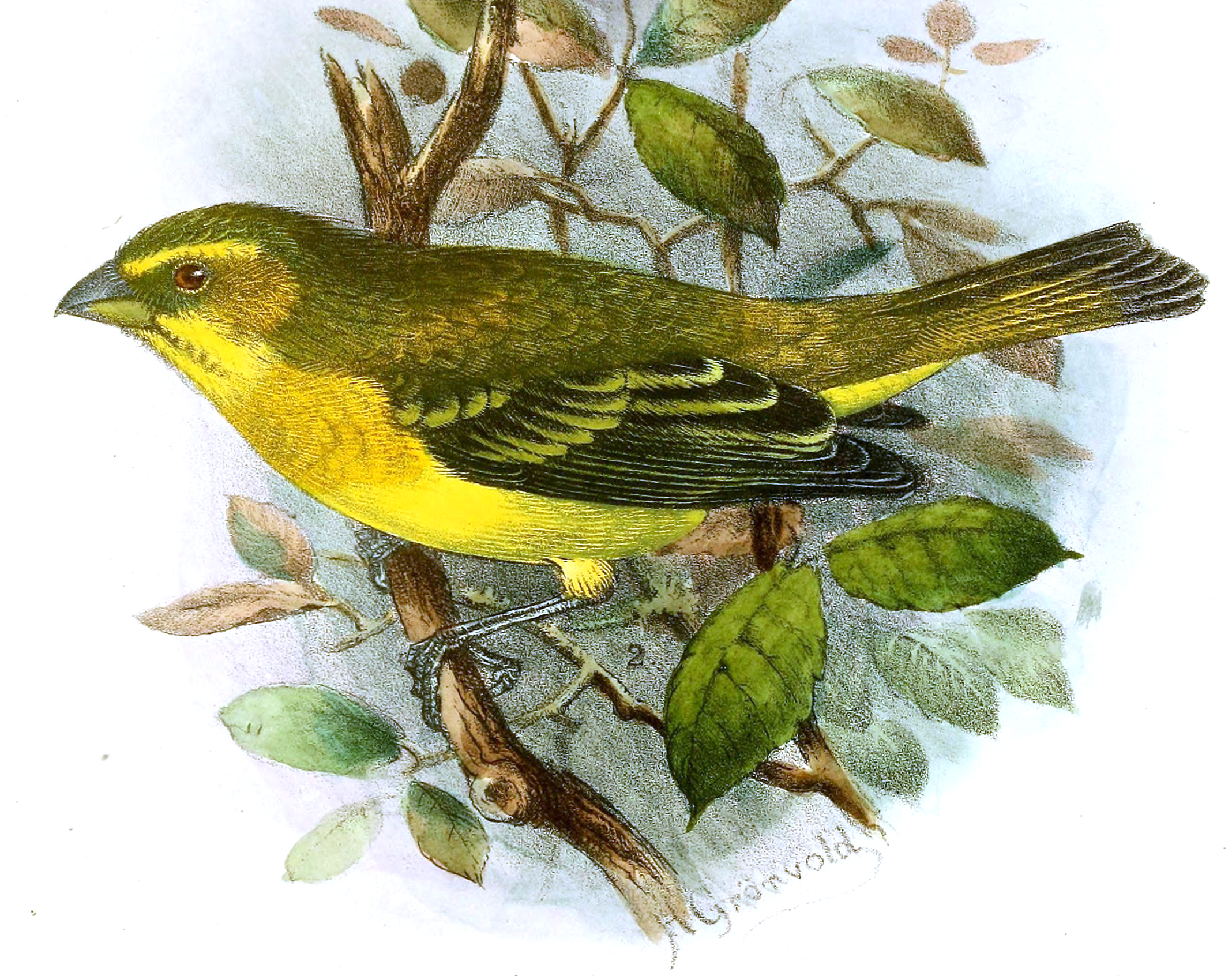
C. s. sharpii